# 82 a.C.
L'82 a.C. (LXXXII a.C. in numeri romani) è un anno  del I secolo a.C.

## Eventi

### Repubblica di Roma
- Battaglia di Porta Collina, che pone fine alla guerra tra Silla e mariani e che si conclude con il suicidio di Gaio Mario il Giovane.
- Silla usa la sua "Legge Cornelia" (Lex Cornelia) per regolare i rapporti fra le varie magistrature e fissarne la sequenza, cioè gli intervalli di tempo necessari per rivestire determinate cariche durante il proprio cursus honorum.
- Gneo Pompeo viene incaricato da Silla di annientare i ribelli democratici in Sicilia e Africa, mentre il giovane Gaio Giulio Cesare agisce come subordinato di Silla in oriente.
- Dopo le sue campagne in Sicilia e Africa, Pompeo ottiene l'infame denominativo di adulescentulus carnifex, ovvero "adolescente macellaio".
- Battaglia di Halys (82 a.C.). Lucio Licinio Murena guida un'incursione contro il regno del Ponto, dando il via alla seconda guerra mitridatica.

### Dacia
- Burebista unifica l'intera popolazione dacica formando il regno di Dacia, comprendente l'odierno territorio della Romania e suoi dintorni e di cui Burebista stesso è capostipite.

## Nati
- Gaio Antonio, politico romano († 42 a.C.)
- Gaio Licinio Calvo, poeta e oratore latino († 47 a.C.)
- Marco Celio Rufo, politico e oratore romano († 48 a.C.)
- Publio Terenzio Varrone, poeta romano
- Vercingetorige, principe e condottiero gallo († 46 a.C.)

## Morti
- 2 novembre - Ponzio Telesino, condottiero sannita
- 3 novembre - Marco Lamponio, generale sannita
- Publio Antistio, politico romano
- Gneo Papirio Carbone, politico romano
- Emilia Scaura, nobildonna romana (n. 100 a.C.)
- Marco Mario Gratidiano, politico romano
- Gaio Marcio Censorino, politico e militare romano
- Gaio Mario il Giovane, politico romano
- Quinto Mucio Scevola, giurista e politico romano (n. 140 a.C.)
- Quinto Valerio Sorano, politico romano